# Gerold II.
Gerold II. (v virih kot Geroldus), frankovski plemič, * ?, † verjetno 832, 
Bil je frankovski mejni grof na območju Zgornje Panonije v času vladavine Karla Velikega in  vzhodnofrankovskega kralja Ludvika Pobožnega, ko je postal tudi prefekt. Gerold II. je bil prvič omenjen najkasneje leta 811 in sicer kot mejni grof, nazadnje pa se omenja konec leta 831. Leta 825 je bolgarski kan Omurtag Frankom zagrozil z vojno, vendar pa sta Balderik in bavarski grof Gerold kot varuha avarske meje še leta 826 vzhodnofrankovskemu kralju Ludviku Pobožnemu zatrdila, da ni slutiti kakšne posebne bolgarske nevarnosti. Toda že naslednje leto so Bolgari preplavili Panonijo, odstavljali domače slovanske kneze med dotedanjimi frakovskimi vazali in na njihovo mesto postavljali svoje upravitelje. V iskanju krivca za nastalo situacijo je najkasneje leta 828 kratko potegnil Balderik, kajti Gerold II. je bil stric mladega vzhodnofrankovskega kralja Ludvika Pobožnega. Balderik je bil odstavljen, z upravno reformo je bila njegova prefektura razdeljena na štiri grofije, obenem pa se je oblikovala nova bavarska prefektura pod oblastjo Gerolda II. Toda Gerold II. nove oblasti ni dolgo užival, saj ga je že leta 832 ali 833 v Vzhodni prefekturi nadomestil Ratbod.

## Zunanji viri
- Wolfram Herwig (1991). Karantanija med vzhodom in zahodom: Obri, Bavarci in Langobardi v 8. In 9. stoletju. Iz: Zgodovinski časopis 41 (1991), 2, strani 177-187.
- Kos Milko (1934). Conversio Bagoariorum et Carantanorum Arhivirano 2005-05-28 na Wayback Machine.. Razprave znanstvenega društva v Ljubljani 11, Historični odsek 3.